# 喻树迅
喻树迅（1953年11月1日—），湖北麻城人，中国棉花遗传育种专家，中国农业科学院研究员、博士生导师。1979年毕业于华中农业大学，2003年取得西北农林科技大学博士学位，2011年当选中国工程院院士。
获1项国家科技进步一等奖，3项二等奖，8项省部级奖，2010年获何梁何利基金科学与技术进步奖。主编、合著《中国短季棉育种学》等6部著作，发表137篇论文。

## 头衔
- 棉花生物学国家重点实验室主任
- 中国农科院棉花所所长
- 中棉种业长江公司董事长
- 中国棉花学会理事长
- 农业部棉花生产专家顾问组首席专家
- 国家现代农业产业技术体系棉花体系首席科学家
- 973计划项目首席科学家
- 西北农林科技大学农学院教授
- 国际棉花基因组指导委员会遗传资源委员会主席[1]

## 荣誉
- 1995年起，享受国务院政府津贴
- 1995年，成为“百千万人才工程”国家级人选
- 1997年，成为农业部“神农计划”提名人
- 1998年，成为“国家中青年有突出贡献专家”
- 1998年，他领导的课题组获全国五一劳动奖状
- 1999年，获“河南省五一劳动奖章”
- 2006年，获农业部首届“中华农业英才奖”
- 2009年，获河南省“中原学者”称号
- 2014年，获“全国杰出技术人才”称号[1]